# Lijst van platenlabels A
Dit is een lijst van platenlabels met als beginletter een A.
- A Capella Records
- A Different Drum
- A Klass Records
- A&D Records
- A&E Records
- A&M Records
- A&M/Octone Records
- A.D.S.R. Musicwerks
- A1 Music Corp.
- AA Records
- Aardskarf Records
- Aaugh! Records
- Abacus Records
- Abbey Lounge Records
- Abbey Records
- ABC Classics
- ABC Dunhill Records
- ABC Records
- ABC-Paramount Records
- Abandoned Love Records
- Abdicate Cell
- Abeat Records
- Abbott Records
- ABKCO Records
- Able Label
- Abnak Records
- Abner Records
- Abnotic Records
- Abracadaver
- Absolutely Kosher Records
- Abundant Life Ministries
- Academy Beebop Records
- Acanta Records
- Accent Records
- Accidental Music
- Accord Records
- Ace Fu Records
- Ace of Clubs Records
- Ace of Hearts Records
- Ace Records (UK)
- Ace Records (US)
- Ace-Hi Records
- Acid Jazz Records
- ACM Records
- Acme Records
- Aco Records
- Acony
- Acoustic Americana
- Acoustic Disc
- Acoustic Music Records
- Acrobat Music
- Acrobat Records (Amerika)
- Acrobat Records (Engeland)
- Action Records (Engeland)
- Action Records (soul)
- Action Records (house),
- Action Records (Griekenland)
- Active Neo Psy Recordings
- Active Records
- Actone Records
- AD Music
- Ad Noiseam
- ad21music
- Adam VIII
- Adams Disques
- Adda Records
- Additive Records
- Adeline Records
- Adelphi Records
- Adès Records
- ADHD Records
- Advent Records
- Adventure Music
- Advisory
- AECO Records
- Aeolion Records
- Aeronaut Records
- Aether Records
- Aezra Records
- A-F Records
- Affiliated Records
- Afka Records
- African Museum
- AFRT Music
- Aftermath Entertainment
- Aftermath Music
- Afternoon Records
- Afterschool Sound Records
- Against the Grain
- Agent Records
- Aggro Berlin
- Agit-Prop Records
- Agitprop! Records
- Agogo Records
- Agora Music
- Aguava New Music
- Ahura Mazda Records
- AIM Records
- AIP Records (Archive International Productions)
- AIX Records
- Ajax Records - Chicago
- Ajax Records (1920s) - Quebec
- Akarma Records
- Aladdin Records (UK)
- Aladdin Records (US)
- Alam El Phan
- Alamo Records
- Alampo Records
- Alarma Records
- Alarming Echo Beats
- Albany Records
- Albatros Records
- Albert Productions
- Albóre Jazz
- Alchemy Records (Japan)
- Alchemy Records (U.S.)
- Alegre Records
- Aleph Zero Records
- Alert Records
- Alfa Matrix
- Alfa Records
- Alia Vox
- Alias Records
- Alien8 Recordings
- aliennetwork Records
- A-List Records
- Alive Records
- Alive Naturalsound Records
- All About Records
- All American Records
- All Around The World
- All Platinum Records
- All Records
- All Saints Records
- All Star Records
- All the Madmen
- ALLALOM Music
- Alliance Entertainment Corporation
- Alliance Records
- Allido Records
- Alligator Records
- Alma Records
- Almo Sounds
- Alone Records

- Alphabasic Records
- Altamira Records
- Altarus Records
- Alternative Distribution Alliance
- Alternative Tentacles
- Alvatine Records
- Alveran Records
- AM:PM Records
- Amalgam Records
- Amarillo Records
- Amaru Entertainment
- Amayana
- The Amazing Kornyfone Record Label
- Ambiances Magnétiques
- Ambitus Records
- Ambroisie
- Ambush Reality Records
- Ambush Records
- Amco Records
- American Freak Records
- American Gramaphone
- American Music Records
- American Record Company
- American Record Corporation
- American Recording Productions
- American Recordings
- American Sound Studio
- Amha Records
- Amherst Records
- Amiga Schallplatten
- Amon Ra Records
- AMP Records
- Amped records
- Ampex Records
- Amphetamine Reptile Records
- Amphion Records
- Ampire Records
- Amplexus
- Amusic
- A-Musik
- Amy Records
- Analogue Productions
- Analekta
- Anchor Records
- And/OAR
- Andante Records
- Andie Records
- Angel Air
- Angel Music Group
- Angel Records
- Angeline Entertainment
- Angular Recording Corporation
- Anhrefn Records
- AnimeTrax
- Aniplex
- Anjunabeats
- Anjunadeep
- Ankst
- Ankstmusik
- Anna Records
- Annette Records
- Anodyne Records
- Another Timbre
- AntAcidAudio
- Anthem Records
- Anthologie Sonore
- Anthology Recordings
- ANTI-
- Anticon Records
- Anti-Creative Records
- Anticulture Records
- Antilles Records
- Antiopic
- Anti-Social Records
- Antler-Subway Records
- Ant-Zen
- Anxious Records
- Anzic Records
- AO Recordings
- Aozora Records
- Apache Records
- Aparté
- Apex Records
- APO Records
- Apocalyptic Empire Records
- Apollo Records (1921) - United States
- Apollo Records (1928) - United States
- Apollo Records (1944) - United States
- Apollo Records (Belgium)
- Apollo Records (Seattle)
- Apop Records
- Aporia Records
- Appalooso
- Appassionato Records
- Appian Publications & Recordings
- Applause Records
- Apple Records
- Appletree Records
- April/Schneeball
- Apt Records
- Aquarius International Music, Europe
- Aquarius International Music
- Aquarius Records
- ARA Records
- Arabesque Recordings
- Arbiter Recording Company
- Arbors Records
- ARC Records
- Arcade Records
- Arcadia Records
- Arch Hill Recordings
- Archaic Horizon records
- Archaic Records
- Archenemy Record Company
- Archeophone Records
- Archetype Records
- Architecture Label
- Architecture Records
- Archive International Productions (AIP Records)
- Archive of Folk & Jazz Music
- Arclife - New Zealand
- ArcLight Communications
- Arclight Records
- Arcola
- Ardent Records
- Area 51 Entertainment, Inc.
- Arena Rock Recording Co.
- Arf! Arf! Records
- Argento Records & Music Services, L.L.C
- Argo Records - United Kingdom
- Argo Records - United States
- Argus Label - Japan
- Arhoolie Records

- Ariel Records
- Ariola Japan
- Ariola Records
- Arion Records
- Arista Nashville
- Arista Records
- Aristocrat Records
- Aristokrat Records
- Ark 21 Records
- Arkadia Records
- Arkay Records
- Arkiv Produktion
- Arlen Records
- Armada Music
- Armed With Anger Records
- Armind
- Aropa Records
- Arp Schintger Records
- Arrival Records (disco)
- Arrival Records (Canada)
- Ars Benevola Mater
- Ars Musici
- Art of Life Records
- ARTA Records
- Arte Nova Records
- Arte Verum
- Artemis Records
- Artery Recordings
- Artesuono
- Artifex Records
- Artificial Music Machine
- ARTISTdirect
- Artiste Records
- Artistry Music
- Artists Against Success
- Arto Records
- Artoffact Records
- Artone
- Arts & Crafts
- Arx Collana
- Asaurus Records
- Asbestos Records
- ASC Records
- Ash International
- Ashford Productions
- Asian Man Records
- Asphodel Records
- ASR Records
- Asthmatic Kitty Records
- Astonish Records
- Astralwerks
- Astrée
- Astro Impossible
- Astro Magnetics
- ASV Records
- Asylum Records
- Atavistic Records
- Atco Records
- AT EASE
- Atelier Sawano
- Aternus Records
- ATIC Records
- Atlanta Artists
- Atlantic Jaxx
- Atlantic Records
- Atlantic Records Group
- Atlantis Studio
- Atlas Record
- ATMA Records
- ATO Records
- Atom Sounds
- Atomic Pop Records
- ATP Recordings
- Attack Records (Germany) - Germany
- Attack Records (UK) - United Kingdom
- Attacked By Plastic
- Attic Records (Canada)
- Attic Records (Ireland)
- Attic Records (UK)
- Attitude Records (UK)
- Attitude Records (US)
- Attrix Records
- Au Go Go Records
- Auand Records
- Audem Records
- Audeo
- Audible Hiss Records
- Audio Aubergine
- Audio Bee
- Audio Blueprint
- Audio Dregs
- Audio Fidelity
- Audio Reconnaissance
- Audio Therapy
- Audiobulb Records
- Audiodiscs Records
- Audiofon Records
- Audiogram
- Audiophile Records
- Audiotrauma
- Audite Records
- Audition Records
- Aum Fidelity
- Aural Fixation Records
- Auralux Recordings
- Aurora Records
- Austrophon Records
- Authentic Records
- Autograph Records
- Autumn Records (1960s) - San Francisco
- Autumn Records
- Auvidis Astrée Records
- Avang Music
- Avant Records
- Avantgarde Music
- Avatar Records
- Avco Records
- Avebury Records
- Avex Trax
- Avid
- Aviv Productions
- Avitone Records
- Aware Records
- Awareness Raises Truth Records (A.R.T.)
- Awareness Records
- Axa Valaha Records
- Axess Code
- Axiom
- Axis Records
- Ayers Studios
- Ayler Records
- Azteca Records (California)
- Azteca Records (New Jersey)
- Azuli Records
- Azzurra Music